# Žofie Vilemína Švédská
Žofie Vilemína Švédská nebo Žofie Vilemína Holsteinsko-Gottorpská, plným jménem Sophie Wilhelmine Katharina Marie Luise Charlotte Anne (21. května 1801, Stockholm – 6. července 1865, Karlsruhe) byla rodem švédská princezna a sňatkem bádenská velkovévodkyně.

## Biografie

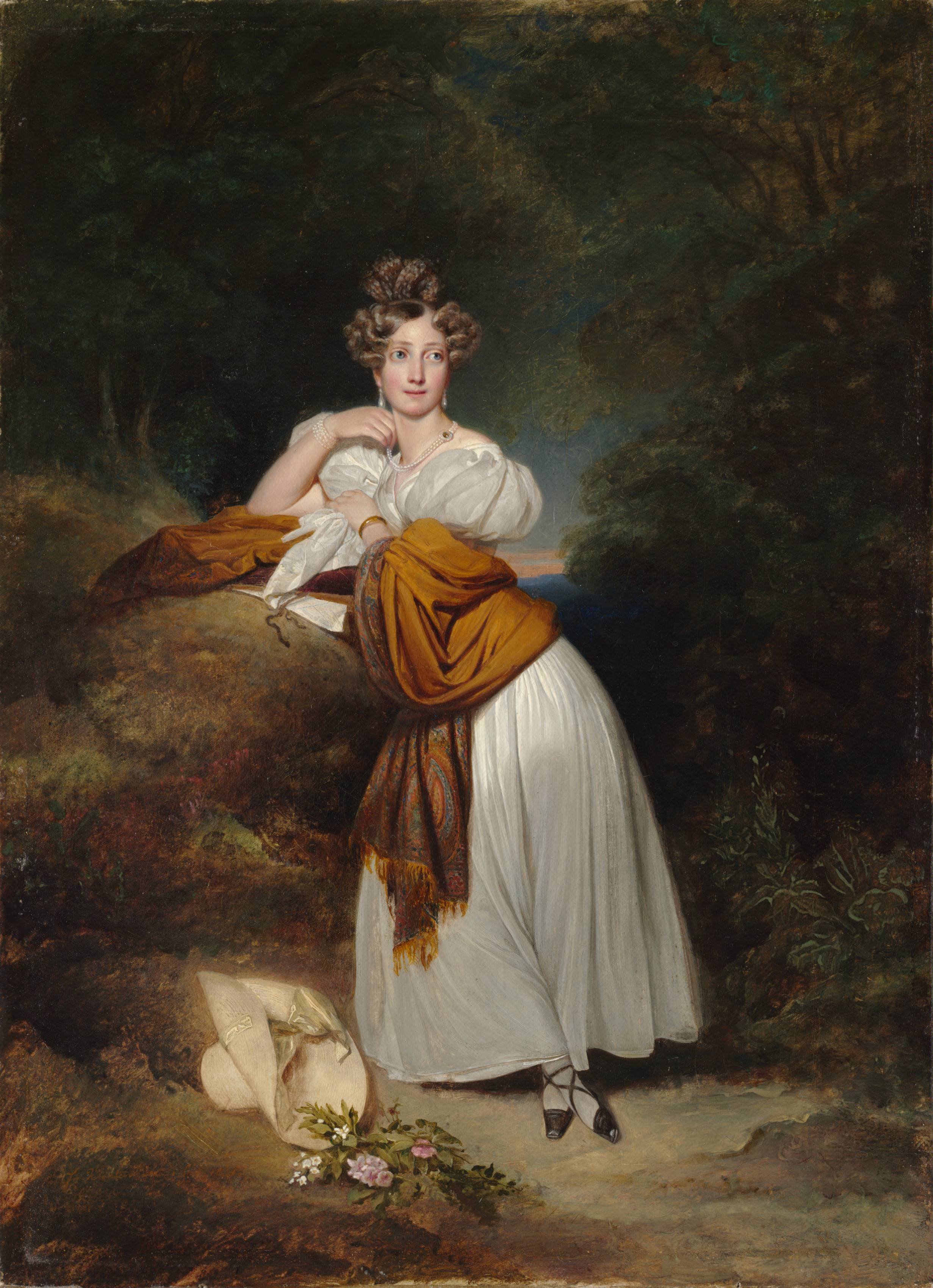
Sofie Vilemína von Holstein-Gottorp na portrétu F. X. Winterhaltera z roku 1831

### Původ, mládí
Sofie se narodila jako druhé dítě/první dcera z pěti potomků švédského krále Gustava IV. Adolfa, vévody von Holstein-Gottorp, a jeho manželky, bádenské princezny Frederiky Bádenské. Její praděd byl v té době vládnoucí velkovévoda bádenský Karel Fridrich. Ihned po narození bylo dítě předáno vychovatelce královských dětí Hedvice Ulrice Delagardi (1761—1832). Vyrůstala v hlavním městě Švédska Stockholmu. Bylo jí devět let, když byl její otec, který se kromě jiného z náboženských důvodů stavěl proti Napoleonovi, roku 1809 sesazen z trůnu. Rodina byla přinucena odejít ze země a předtím, než zemi 9. prosince opustila, byla nějaký čas v domácím vězení. Jistě i tyto události měly vliv na dosud šťastné a spokojené manželství Sofiiných rodičů – roku 1812 Sofiina matka svého manžela opustila a manželství bylo posléze rozloučeno.

### Manželství a potomci

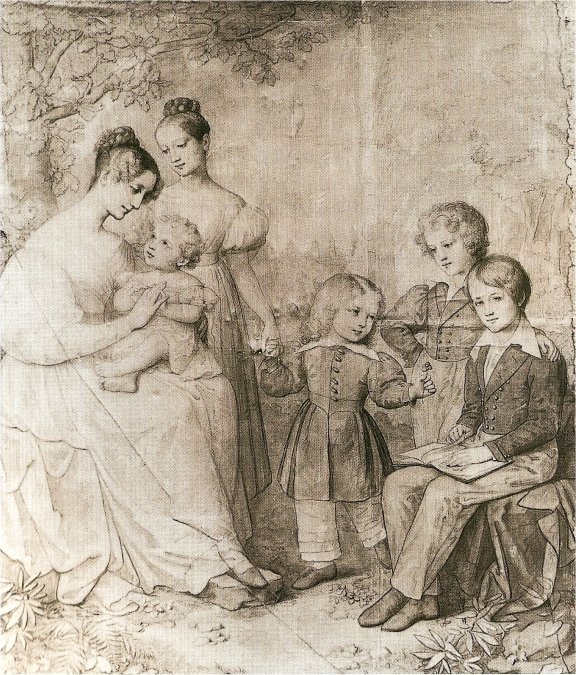
Žofie Vilemína Švédská se svými dětmi (Marie Ellenrieder, 1834)

25. července roku 1819 se Sofie Vilemína provdala za hraběte Leopolda von Hochberg (1790–1852), nejstaršího syna Karla Fridricha Bádenského z jeho druhého, morganatického manželství s Luisou Karolinou Geyer von Geyersberg. Sofiina matka Frederika Bádenská byla vnučkou Karla Fridricha, Leopold byl tedy Sofiin prastrýc z druhého kolena. Tento svazek byl uzavřen především proto, aby Leopold, dosud považovaný ne za zcela "rovnocenného", měl po svém boku manželku, jejíž původ a postavení by odpovídaly skutečnosti, že Leopold se stal roku 1818 následníkem bádenského trůnu (poté, co všichni jeho starší mužští příbuzní z vládnoucí větve bádenské dynastie zemřeli, nezůstavivše dědiců).
Přesto však, že sňatek Sofie Vilemíny a Leopolda byl uzavřen na základě politických důvodů, vedl v prvních letech manželství bádenský následnický pár harmonický život. Do nástupu Leopolda na bádenský trůn v roce 1830 přišli na svět dcera a čtyři synové, poté ještě další tři děti:
- 1. Alexandrina (6. 12. 1820 Karlsruhe – 20. 12. 1904 Coburg) 
  - ⚭ 1842 Arnošt II. Sasko-Kobursko-Gothajský (21. 6. 1818 Coburg – 22. 8. 1893 Gotha), vévoda sasko-kobursko-gothajský od roku 1844 až do své smrti
- 2. Ludvík (26. 10. 1822 Karlsruhe – 16. 11. 1822 tamtéž)
- 3. Ludvík II. (15. 8. 1824 Karlsruhe – 22. 1. 1858 tamtéž), velkovévoda bádenský od roku 1852 až do své smrti, fakticky však kvůli duševní chorobě nevládl, byl zastupován mladším bratrem Fridrichem, svobodný a bezdětný
- 4. Fridrich I. (9. 9. 1826 Karlsruhe – 28. 9. 1907 Mainau), velkovévoda bádenský jako regent v letech 1852–1856, poté vládl sám až do své smrti
  - ⚭ 1856 Luisa Pruská (3. 12. 1838 Berlín – 23. 4. 1923 Baden-Baden)
- 5. Vilém (18. 12. 1829 Karlsruhe – 27. 4. 1897 tamtéž), pruský generál
  - ⚭ 1863 Marie Maxmilianovna z Leuchtenbergu (16. 10. 1841 Petrohrad – 16. 2. 1914 tamtéž)
- 6. Karel (9. 3. 1832 Karlsruhe – 3. 12. 1906 tamtéž) 
  - ⚭ 1871 svobodná paní Rosalie Luisa von Beust (1. 6. 1845 Karlsruhe – 15. 10. 1908 tamtéž), morganatické manželství
- 7. Marie (20. 11. 1834 Karlsruhe – 21. 11. 1899 Amorbach)
  - ⚭ 1858 Arnošt Leopold Leiningenský (9. 11. 1830 Amorbach – 5. 4. 1904 tamtéž), 4. kníže leiningenský
- 8. Cecilie (20. 9. 1839 Karlsruhe – 12. 4. 1891 Charkov)
  - ⚭ 1857 velkokníže Michail Nikolajevič Ruský (25. 10. 1832 Petrodvorec – 18. 12. 1902 Cannes)

Současníci popisovali Sofii Vilemínu jako moudrou a poslušnou ženu, avšak jako strohou matku. Vstávala záhy a chodila pozdě spát, vedla čilou korespondenci se svými příbuznými po celé Evropě. Zajímala se o umění, vědu i politiku, byla informována o všech politických událostech v Evropě. Vedla aktivní korespondenci s řadou politiků v Německu.
Velkovévodkyně trvala na tom, aby její synové sloužili v rakouské armádě. Doufala v to, že by se její bratr Gustav mohl vrátit do Švédska a usednout tam na trůn, jehož byl pravým dědicem, k tomu však nedošlo.

### Pozdní léta
Za revoluce v roce 1848/1849 byla panovnická rodina vyhnána z Karlsruhe a usadila se ve Štrasburku, zpět se mohla vrátit až v roce 1849. V roce 1852 vyjádřil stávající švédský panovnický dům Bernadotte přání smířit se s bývalou švédskou královskou dynastií Vasa, princezna Sofie Vilemína však rozhodně odmítla jakékoli setkání. Nakonec se však přesto se roku 1863 setkala se švédským korunním princem Oskarem a jeho manželkou Sofií Nasavskou. Setkání bylo úspěšné: Sofie Vilemína se švédským následnickým párem vstřícně komunikovala, vyptávala se, jak se změnilo Švédsko a především Stockholm. Darovala páru medailon s iniciálou "G" (Gustav, což bylo jméno jejího bratra, ale i jedno ze jmen krále Oskara).
Manžel Sofie Vilemíny zemřel roku 1852. Na bádenský trůn po něm usedl starší z jejich synů Ludvík, který však trpěl duševní chorobou; zemřel roku 1856. Na trůnu ho vystřídal další syn Fridrich, který následně vládl více než půl století. Sofie Vilemína ho odradila od sňatku s baronesou Stefanií von Hensau a Fridrich se posléze oženil s dcerou pruského krále a německého císaře Viléma I. Luisou Pruskou.
Po Leopoldově smrti žila Sofie ve svém paláci v Karlsruhe až do své smrti v roce 1865 a zde byla i pochována v městském evangelickém kostele. Za druhé světové války byl její hrob otevřen a zhanoben, po válce pak byly její ostatky přemístěny do velkovévodského mauzolea v Karlsruhe.

## Vývod z předků
|                        |                                      |  |                             |                                        |  |  |  |  |  |  |  | Kristián August Holštýnsko-Gottorpský |
|                        |                                      |  |                             |                                        |  |  |  |  |  |  |  |                                       |
|                        | Adolf I. Fridrich                    |  |                             |                                        |  |  |  |  |  |  |  |                                       |
|                        |                                      |  |                             |                                        |  |  |  |  |  |  |  |                                       |
|                        |                                      |  |                             | Albertina Frederika Bádensko-Durlašská |  |  |  |  |  |  |  |                                       |
|                        |                                      |  |                             |                                        |  |  |  |  |  |  |  |                                       |
|                        | Gustav III. Švédský                  |  |                             |                                        |  |  |  |  |  |  |  |                                       |
|                        |                                      |  |                             |                                        |  |  |  |  |  |  |  |                                       |
|                        |                                      |  |                             | Fridrich Vilém I. Pruský               |  |  |  |  |  |  |  |                                       |
|                        |                                      |  |                             |                                        |  |  |  |  |  |  |  |                                       |
|                        | Luisa Ulrika Pruská                  |  |                             |                                        |  |  |  |  |  |  |  |                                       |
|                        |                                      |  |                             |                                        |  |  |  |  |  |  |  |                                       |
|                        |                                      |  |                             | Žofie Dorotea Hannoverská              |  |  |  |  |  |  |  |                                       |
|                        |                                      |  |                             |                                        |  |  |  |  |  |  |  |                                       |
|                        | Gustav IV. Adolf                     |  |                             |                                        |  |  |  |  |  |  |  |                                       |
|                        |                                      |  |                             |                                        |  |  |  |  |  |  |  |                                       |
|                        |                                      |  |                             | Kristián VI.                           |  |  |  |  |  |  |  |                                       |
|                        |                                      |  |                             |                                        |  |  |  |  |  |  |  |                                       |
|                        | Frederik V.                          |  |                             |                                        |  |  |  |  |  |  |  |                                       |
|                        |                                      |  |                             |                                        |  |  |  |  |  |  |  |                                       |
|                        |                                      |  |                             | Žofie Magdalena Braniborská            |  |  |  |  |  |  |  |                                       |
|                        |                                      |  |                             |                                        |  |  |  |  |  |  |  |                                       |
|                        | Žofie Magdalena Dánská               |  |                             |                                        |  |  |  |  |  |  |  |                                       |
|                        |                                      |  |                             |                                        |  |  |  |  |  |  |  |                                       |
|                        |                                      |  |                             | Jiří II.                               |  |  |  |  |  |  |  |                                       |
|                        |                                      |  |                             |                                        |  |  |  |  |  |  |  |                                       |
|                        | Luisa Hannoverská                    |  |                             |                                        |  |  |  |  |  |  |  |                                       |
|                        |                                      |  |                             |                                        |  |  |  |  |  |  |  |                                       |
|                        |                                      |  |                             | Karolina z Ansbachu                    |  |  |  |  |  |  |  |                                       |
|                        |                                      |  |                             |                                        |  |  |  |  |  |  |  |                                       |
| Žofie Vilemína Švédská |                                      |  |                             |                                        |  |  |  |  |  |  |  |                                       |
|                        |                                      |  |                             |                                        |  |  |  |  |  |  |  |                                       |
|                        |                                      |  | Fridrich Bádensko-Durlašský |                                        |  |  |  |  |  |  |  |                                       |
|                        |                                      |  |                             |                                        |  |  |  |  |  |  |  |                                       |
|                        | Karel Fridrich Bádenský              |  |                             |                                        |  |  |  |  |  |  |  |                                       |
|                        |                                      |  |                             |                                        |  |  |  |  |  |  |  |                                       |
|                        |                                      |  |                             | Amálie Nasavsko-Dietzská               |  |  |  |  |  |  |  |                                       |
|                        |                                      |  |                             |                                        |  |  |  |  |  |  |  |                                       |
|                        | Karel Ludvík Bádenský                |  |                             |                                        |  |  |  |  |  |  |  |                                       |
|                        |                                      |  |                             |                                        |  |  |  |  |  |  |  |                                       |
|                        |                                      |  |                             | Ludvík VIII. Hesensko-Darmstadtský     |  |  |  |  |  |  |  |                                       |
|                        |                                      |  |                             |                                        |  |  |  |  |  |  |  |                                       |
|                        | Karolína Luisa Hesensko-Darmstadtská |  |                             |                                        |  |  |  |  |  |  |  |                                       |
|                        |                                      |  |                             |                                        |  |  |  |  |  |  |  |                                       |
|                        |                                      |  |                             | Šarlota z Hanau-Lichtenbergu           |  |  |  |  |  |  |  |                                       |
|                        |                                      |  |                             |                                        |  |  |  |  |  |  |  |                                       |
|                        | Frederika Dorotea Bádenská           |  |                             |                                        |  |  |  |  |  |  |  |                                       |
|                        |                                      |  |                             |                                        |  |  |  |  |  |  |  |                                       |
|                        |                                      |  |                             | Ludvík VIII. Hesensko-Darmstadtský     |  |  |  |  |  |  |  |                                       |
|                        |                                      |  |                             |                                        |  |  |  |  |  |  |  |                                       |
|                        | Ludvík IX. Hesensko-Darmstadtský     |  |                             |                                        |  |  |  |  |  |  |  |                                       |
|                        |                                      |  |                             |                                        |  |  |  |  |  |  |  |                                       |
|                        |                                      |  |                             | Šarlota z Hanau-Lichtenbergu           |  |  |  |  |  |  |  |                                       |
|                        |                                      |  |                             |                                        |  |  |  |  |  |  |  |                                       |
|                        | Amálie Hesensko-Darmstadtská         |  |                             |                                        |  |  |  |  |  |  |  |                                       |
|                        |                                      |  |                             |                                        |  |  |  |  |  |  |  |                                       |
|                        |                                      |  |                             | Kristián III. Falcko-Zweibrückenský    |  |  |  |  |  |  |  |                                       |
|                        |                                      |  |                             |                                        |  |  |  |  |  |  |  |                                       |
|                        | Karolína Falcko-Zweibrückenská       |  |                             |                                        |  |  |  |  |  |  |  |                                       |
|                        |                                      |  |                             |                                        |  |  |  |  |  |  |  |                                       |
|                        |                                      |  |                             | Karolína Nasavsko-Saarbrückenská       |  |  |  |  |  |  |  |                                       |
|                        |                                      |  |                             |                                        |  |  |  |  |  |  |  |                                       |